# Cincinnati Bearcats

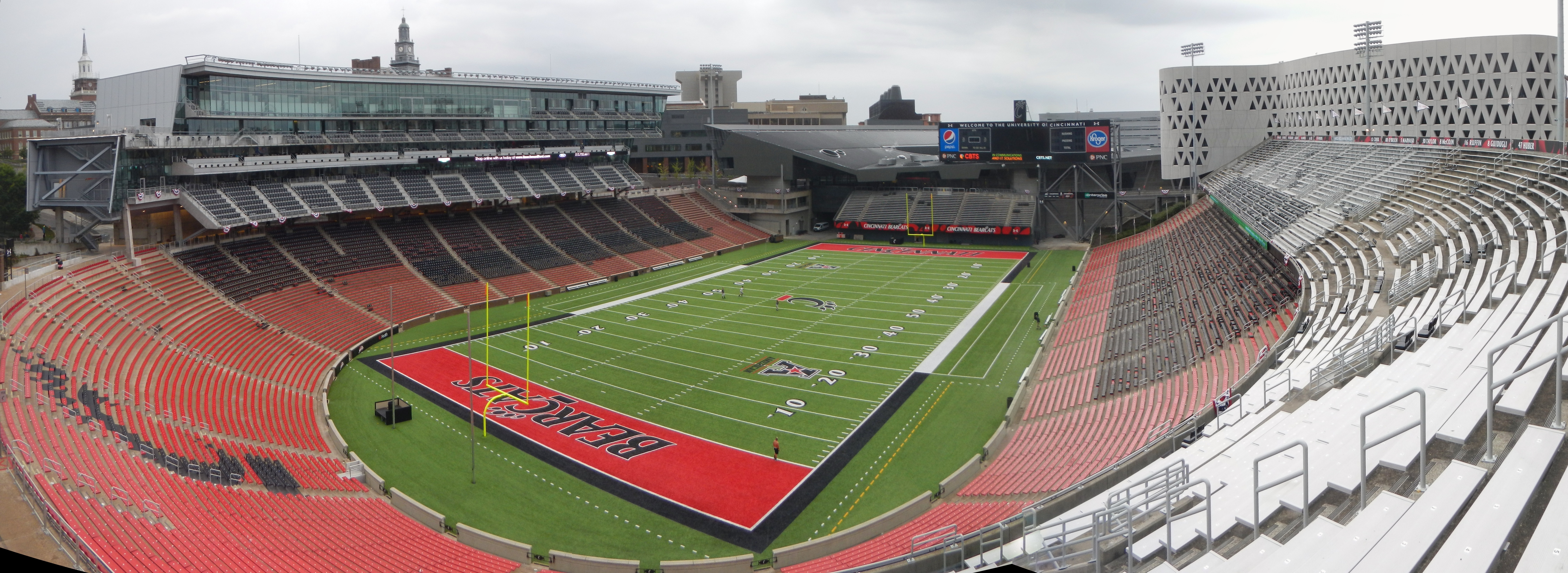
Nippert Stadium.

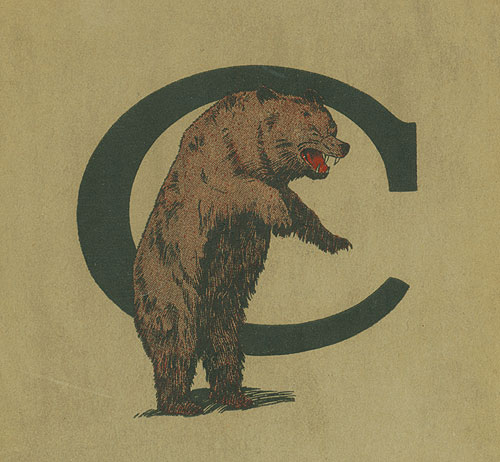
Primitivo logo de los Bearcats.

Cincinnati Bearcats (español: Manturones de Cincinnati) es el nombre de los equipos deportivos de la Universidad de Cincinnati en Ohio. Los equipos de los Bearcats participan en las competiciones universitarias organizadas por la NCAA, y forma parte de la Big 12 Conference desde 2023.

## Deportes

### Baloncesto masculino
El equipo de baloncesto masculino ganó el título nacional en 1961 y 1962, ambas veces ante Ohio State Buckeyes. Su era más prolífica fue a finales de los 50 y principios de los 60, cuando los Bearcats llegaron a cinco Final Four consecutivas. El base Oscar Robertson lideró la nación en anotación en las temporadas 1958, 1959 y 1960, y promedió 33.8 puntos por partido a lo largo de su carrera universitaria. Se revitalizó en los 90, llegando a la Final Four de 1992, cayendo ante Michigan Wolverines. De este equipo han salido grandes talentos de la canasta, como el ya mencionado Robertson, Nick Van Exel o Kenyon Martin.